# 荃灣西站
荃灣西站（英語：Tsuen Wan West Station）是一個位於香港新界荃灣區荃灣大河道荃灣碼頭，屬於港鐵屯馬綫的鐵路車站，於2003年12月20日啟用。而荃灣西站也是前九廣鐵路公司首個地底車站。

## 車站構造
荃灣西站為一個地底車站，車站靠近荃灣海濱長廊。而車站在興建時亦已預留供上蓋物業發展的基座（即現今的海之戀）。

### 樓層
| 1                 | 一樓 | C3、C4、C5出口、海之戀商場 |   |  |
| G                 | 地面 | A、B1、C1、C2、D、E出口（C、D出口位置設有商店）、海之戀商場 |   |  |
| C/L1              | 大堂 | 客務中心、商店、自助服務、洗手間、車站控制室、B2出口 |   |  |
| P/L2              | 月台 | \| 側式 · 開左邊车门 \| \| \| \| \| \| \| \| 屯馬綫往烏溪沙（美孚） \| 2 \| \| \| \| 1 \| 屯馬綫往屯門（錦上路） \| \| \| \| 側式 · 開左邊车门 \| \| \| \| \| \| \| \| 屯馬綫停車側綫（供列車停泊，不對外開放） \| \| \| |   |  |
| 側式 · 開左邊车门 |      | |   |  |
|                   |      | 屯馬綫往烏溪沙（美孚） | 2 |  |
|                   | 1    | 屯馬綫往屯門（錦上路） |   |  |
| 側式 · 開左邊车门 |      | |   |  |
|                   |      | 屯馬綫停車側綫（供列車停泊，不對外開放） |   |  |

### 大堂
荃灣西站大堂位於地底，而大堂內亦設有不同類型的商店、自助服務設施以及香港郵政郵箱等。

大堂全景圖（2016年3月）

- 大堂，付費區（2023年12月）

### 月台
荃灣西站設有兩個側式月台，並採用對向式月台排列，兩個月台均已裝設月台幕門。而在車站啟用初期，月台燈光比較陰暗，但港鐵現已增加車站燈光以改善月台的明亮度。
另外，位於1號月台後方牆壁亦設有一條軌道。
- 1號月台（屯馬綫往屯門方向，2021年7月）
- 2號月台（屯馬綫往烏溪沙方向，2021年7月）

### 出入口
|                                                 |                             | |      |
| 編號                                            | 指示                        | 建議前往的目的地 | 圖片 |
| 出口 · A · 1 · 扶手电梯标志                     | 祈德尊新邨                  | 荃灣西站公共運輸交匯處（北面） |      |
| 出口 · A · 2                                    | 祈德尊新邨                  | 祈德尊新邨、祈德尊新邨商業中心、海貴路、寶安商會王少清中學、海壩街官立小學、路德會聖十架學校、沙咀道遊樂場、荃灣捐血站、國際企業中心、荃灣千色匯、灣景廣場、D·PARK愉景新城、荃灣大會堂、荃灣法院大樓、荃灣廣場、南豐紗廠、荃景花園、福來邨 |      |
| 出口 · B · 1 · 扶手电梯标志                     | 麗城花園                    | 麗城花園、灣景花園、有線電視大樓、達貿中心、江南工業大廈、One Midtown、韻濤居、TML廣場、嘉達環球中心、荃灣單車匯合中心 |      |
| 出口 · B · 2 · 同层                             | 車站停車場                  | 車站停車場 |      |
| 出口 · C · 1 · 扶手电梯标志                     | 海濱走廊                    | 海濱走廊、荃灣碼頭 |      |
| 出口 · C · 2 · 扶手电梯标志                     | 海之戀商場（地面層（G層）） | 海之戀商場（地面層（G層）） |      |
| [ 註 1 ]                                        | 全·城滙                     | 荃灣綫荃灣站荃灣（如心廣場）巴士總站、如心廣場、荃灣西站公共運輸交匯處（南面）、Plaza 88、映日灣、全·城滙 |      |
| [ 註 1 ]                                        | 海之戀商場（一樓）          | 海之戀商場（一樓） |      |
| 出口 · C · 5                                    | 海濱走廊                    | 海濱走廊 |      |
| 出口 · D · 盲道标志 · 扶手电梯标志              | 荃灣碼頭                    | 荃灣碼頭、明愛賽馬會社區書院 - 荃灣、賽馬會德華公園、如心海景酒店暨會議中心、荃灣西如心酒店、如心廣場、如心廣場2、荃新天地、荃新天地2、綠在二陂坊、立坊、名逸居、如心化石公園、玫瑰蕾小學、楊屋道市政大廈、荃灣公園、海濱花園、荃灣海濱公園、天主教石鐘山紀念小學、大河道、御凱、海之戀、柏傲灣、爵悅庭、荃灣體育館、萬景峯、W212、海灣花園、環宇海灣、仁濟醫院、荃灣西站公共運輸交匯處（南面）、弘爵國際小學 |      |
| [ 註 2 ]                                        |                             | |      |
| 出口 · E · 1 · 扶手电梯标志                     | 海貴路                      | 公共運輸交匯處（南面） |      |
| 出口 · E · 2 · 盲道标志                         | 海貴路                      | 祈德尊新邨、愉景新城、雅麗珊社區中心、海貴路、灣景廣場、荃灣千色匯I及II、荃灣潮州公學、荃灣大會堂、荃灣法院大樓、愉景新城、荃灣官立中學、福來邨、寶安商會王少清中學 |      |
| 註： 設有 \| 設有 \| 設於同一層 \| 設有扶手電梯 |                             | |      |

## 接駁交通及車費優惠
位於荃灣西站上方地面設有荃灣西站公共運輸交匯處；而A、D出入口外亦各設有專線小巴站，在此站轉乘專線小巴87K、95K的乘客更可享有港幣0.3元的車費回贈。而車站旁的荃灣運輸大樓曾為小巴站，隨着運輸大樓拆卸重建，小巴站亦已遷往海貴路。另外，港鐵亦於2020年5月在荃新天地的港鐵特惠站增設適用於荃灣西站的優惠，為使用成人八達通的乘客提供港幣2元的車費回贈。
而大堂旁亦設有提供約120個車位的泊車轉乘公眾停車場，而停車場於2019年4月17日啟用。

### 與荃灣站關係
荃灣西站與荃灣綫的荃灣站並非正式的轉車站，乘客若在兩站間轉乘，無論使用八達通還是單程車票，均會當作兩段車程處理，並繳納再入閘收費。兩站之間有新界區專線小巴95K線連接（八達通、屯門－南昌全月通加強版及屯門－紅磡全月通加強版可免費從西鐵綫轉乘），而在未有荃灣行人天橋網絡時沿大河道步行往返荃灣站至荃灣西站大概需要約30分鐘內。荃灣行人天橋擴建計劃原預計於2011年中建成，惟因驗收前才發現橋樑中段有裂紋，故最後延至2013年7月14日才全面開放。然而，因為荃灣碼頭舊運輸大樓被清拆，荃灣西站及荃灣站暫時未有直接以天橋接駁，行人需要在荃灣大會堂或如心廣場返回地面，惟將步行時間縮短至約15分鐘。不過自C出口重新開啟後，乘客可以使用C3出口經海之戀商場連接天橋及如心廣場到達荃新天地，再連接荃灣行人天橋網絡到達荃灣站，全程無需途經地面。

## 荃灣西站物業發展項目
TW5及6項目位於荃灣西站上蓋，可興建13幢樓高40層住宅。有關物業發展項目自2008年起被地區人士批評會形成屏風樓效應。時任發展局局長林鄭月娥書面回應表示該項目的代理人港鐵已委託獨立顧問公司評估，結果顯示，在空氣流通及景觀通透度方面均有改善；在善用土地滿足房屋需求和把項目盡早發展的大前提下，已沒有空間作進一步的修訂。
不過荃灣區議會曾經以「先行先試」對策，於2011年自資委托香港科技大學，為整個荃灣區將來樓宇開展停止風洞測試研討。經過數據證明，發現荃灣西站上蓋物業發展項目將會令荃灣空氣質素更為惡化，並嚴重影響荃灣社區的景觀。但政府及城規會最終沒有理會區議員以至地區居民反對聲音下，在2011年6月中通過有關的規劃申請，並如期讓項目的代理人港鐵在2012年為物業發展項目進行招標工作。
- 荃灣西站五區「城畔」全·城滙
- 荃灣西站五區「灣畔」海之戀
- 荃灣西站六區柏傲灣
- 荃灣西站七區環宇海灣

## 歷史
荃灣西站原址為舊荃灣碼頭。興建時拆除，以便作填海建站。

### 荃灣綫原荃灣西站
荃灣綫為1970年研究興建地鐵時最早計劃的4條路線之一，落成後的設計與初期規劃大為不同，主要為車站名稱與位於新界的車站建設位置。計劃中的終點站荃灣西站是建於荃灣站西面的青山公路柴灣角段地底近屯門公路出入口，以便未來延伸至屯門，但在《屯門新市鎮計劃》當時指出造價太高，加上乘客量及荃灣西站收地問題，故擱置有關計劃。

#### 西部走廊鐵路
1993年4月，政府委託顧問進行《香港鐵路發展研究》，建議興建西部走廊鐵路，並邀請地鐵公司與九廣鐵路公司參與競投。在地鐵的設計方案中，亦包括延長荃灣綫至荃景圍以及下花山一帶作為終點站，並與東涌綫新界西北分支連接為轉車站，途中增設荃景花園站，但因後來政府決定分拆出第一期並批予九廣鐵路公司興建，並在新填海地興建新的荃灣西站以及將有關轉車站設於美孚站，荃灣綫延長計劃亦隨之取消。
荃灣西站於2003年隨九廣西鐵通車而啟用，而車站承建商為由五洋建設－基亞集團聯營。
現時屯馬綫荃灣西站所在地並非原先地鐵荃灣綫計劃的荃灣西站選址，而是荃灣新填海地區。

### 出入口改動
在車站啟用初期由於車站上蓋尚未發展，因此車站於啟用初期均未有出入口的地方指示，直至上蓋物業項目完成方被加上出入口指示。
而港鐵在2011年方獲荃灣西站上蓋物業發展權，並於2014年展開工程，當中地面層及閣樓範圍在2014年3月末起封閉，連帶C1-C3出口亦暫停使用，直至2019年9月16日重開，當中原有C2出口被改劃為C5出口，並於C1、C5出口旁新設兩個連接海之戀商場地面及閣樓的新C2出口及C4出口；至於C3出口則於附近建築項目竣工後再度開放並接駁荃灣行人天橋網絡。
至於B出口的規劃也因應海之戀建築群而有所改動，當中包括新增可通往海濱長廊的B1出口以及能夠直接從大堂徒步至公眾停車場B2層的B2出口，兩個出入口皆於2019年8月28日開放；而舊有的B出口則於同年9月29日起永久關閉。

### 事件

#### 水浸
- 2014年3月30日，荃灣西站與九龍塘站、黃大仙站、大圍站因暴雨而出現水浸，當中荃灣西站有大量雨水湧進車站大堂[來源請求]。

#### 反修例期間事件
- 2019年8月25日當天有已獲發不反對通知書的「荃葵青遊行」，港鐵指因應公眾活動，於當日宣布在約下午1時半起暫時關閉荃灣西站及荃灣綫荃灣站與葵芳站，期間西鐵綫列車不停荃灣西站。而港鐵並沒有安排接駁巴士接載受影響乘客[23]。
- 2019年10月1日，因應警方要求，荃灣西站於下午1時半左右關閉。
- 2019年10月4日，在反禁蒙面法期間，荃灣西站連同天水圍站、元朗站、屯門站及尖東站等多個西鐵綫車站也遭到破壞，直至當晚9時許西鐵綫全綫暫停[來源請求]。
- 2019年10月6日，因應多個破壞的車站有待復修，荃灣西站關閉[來源請求]。

#### 其他事件
- 2025年2月14日，一名外藉男子在車站外暈倒，此時有休班救護員向車站職員請求借予站內自動體外去顫器（俗稱「AED」）救治暈倒的男子，惟車站職員則以「不在港鐵範圍」為由拒絕，最終該名外藉男子送院後不治。事件曝光後車站職員做法被指為導致該名男子失救的元兇，其後港鐵雖承認沒有借予AED，但否認拒絕提供協助，做法備受爭議[24][25][26]。事後港鐵亦更新了內部指引，當值站長於收到有關求助後須立刻安排AED前往現場，並且不限於港鐵範圍內[27]。

## 外部連結
- 港鐵公司－荃灣西站街道圖 （页面存档备份，存于）
- 港鐵公司－荃灣西站位置圖 （页面存档备份，存于）
- 港鐵公司－荃灣西站列車服務時間 （页面存档备份，存于）
- 香港鐵路大典上的相关条目：荃灣西站